# Пинарди (Торино)
Пинарди је насеље у Италији у округу Торино, региону Пијемонт.
Према процени из 2011. у насељу је живело 76 становника. Насеље се налази на надморској висини од 409 м.